# Karol Štúr (jogász)
Dr. jur. Karol Štúr (Trencsén, 1867. november 12. – Trencsén, 1925. február 15.) szlovák evangélikus pap, jogász és politikus, a Turócszentmártoni deklaráció egyik aláírója. Nevéhez fűződik a Trenčanske noviny (Trencséni Hírlap) megalapítása, ezenkívül tevékenységével a trencséni gimnázium létrejöttéhez is hozzájárult.
Édesapja Ján Štúr (1827-1907), aki Ľudovít Štúr (1815-1856) szlovák nemzetiségi politikus testvére volt.

## Fordítás
- Ez a szócikk részben vagy egészben a Karol Štúr (právnik) című szlovák Wikipédia-szócikk ezen változatának fordításán alapul.  Az eredeti cikk szerkesztőit annak laptörténete sorolja fel. Ez a jelzés csupán a megfogalmazás eredetét és a szerzői jogokat jelzi, nem szolgál a cikkben szereplő információk forrásmegjelöléseként.